# HF0POL
HF0POL – dawna radiostacja amatorska na stacji PAN im. H. Arctowskiego – położona była nad Zatoką Admiralicji na Wyspie Króla Jerzego.
Obsługiwana była przez krótkofalowców biorących udział w wyprawie i zajmujących się bieżącymi naprawami, konserwacją oraz eksploatacją sprzętu elektronicznego i komputerowego oraz zabezpieczeniem łączności satelitarnej między Polską a stacją PAN, a także łącznością radiową ze stacjami brzegowymi.

## Informacje o pracy stacji w 1998 roku
Stanisław Mirański SP3BGD podczas swojego pobytu na Stacji, do prowadzenia łączności amatorskich wykorzystywał transceiver ICOM IC-751A ze wzmacniaczem o mocy około 800 W, modem PC DX3 oraz laptopa z procesorem 286, który służył również do logowania QSO na programach wg K1EA i SP4LVG oraz anteny:
- romb 120x50 m zawieszony 18 m nad ziemią z fiderem 600 omowym o długości 200 m;
- delta loop na pasmo 10 m;
- dipol na pasmo 160 m;
- dipol na pasmo 17 m;
- dipol na pasmo 12 m.

Podczas pobytu wykonał 33 709 łączności emisjami CW i SSB oraz 1701 emisją RTTY.
| Pasmo | 160 m | 80 m | 40 m | 30 m | 20 m | 17 m | 15 m | 12 m | 10 m |
| ----- | ----- | ---- | ---- | ---- | ---- | ---- | ---- | ---- | ---- |
| QSO   | 109   | 2148 | 4631 | 6739 | 6905 | 2309 | 3488 | 5483 | 1897 |

## Informacje o pracy stacji w 2009 roku
Janusz Słowiński SP9YI działał na Szetlandach Południowych IOTA AN-10 do listopada 2009 roku, używając znaku wywoławczego HF0APAS.

## Zmiany w 2016 roku
W wyniku przeprowadzonej w 2015 roku w Rzeczypospolitej Polskiej nowelizacji przepisów dotyczących wydawania pozwoleń radiowych w służbie radiokomunikacyjnej amatorskiej oraz przydzielania znaków wywoławczych prefix HF0 przestał być zarezerwowany wyłącznie dla stacji radiowych pracujących z polskiej stacji antarktycznej. Od 2016 znak HF0POL jest ponownie aktywny z terytorium Rzeczypospolitej Polskiej, operatorem znaku HF0POL jest Grzegorz Kaczka (SP9GMK) z Sosnowca, nie mający nic wspólnego z Polską Stacją Antarktyczną im. Henryka Arctowskiego.

## Informacje o pracy stacji w 2017 roku
Od września do 23 października 2017 roku Sebastian Gleich SQ1SGB pracował w Polskiej Stacji Antarktycznej H. Arctowskiego na Wyspie Króla Jerzego i był aktywny na pasmach amatorskich z Szetlandów Południowych IOTA AN-10 jako HF0ARC, QTH locator GC07su. Podczas łączności używał nadajnika o mocy 100 watów PEP i 14-metrowej anteny Delta Loop wg SP1BKS. Pracował w pasmach 20 m w godzinach 21:00-22:00 UTC i 40 m w godzinach 22:00-23:00 UTC emisjami SSB, JT65 i JT9.

## Aktywność radiostacji
| Operator | Rok               | Karta QSL |
| -------- | ----------------- | --------- |
| HF0POL   |                   |           |
| SP2BHZ   | sierpień 1978     |           |
| SP5EKZ   | kwiecień 1981     |           |
| SP5EKZ   | luty 1986         |           |
| SP3FRV   | 1988/1989         |           |
| SP5FLC   | 1989/1990         |           |
| SP3FYM   | 1990/1991         |           |
| SP5EKZ   | 1992/1993         |           |
| SP3GVX   | 1996/1997         |           |
| SP3BGD   | 1998              |           |
| SP3GVX   | 1999/2000         |           |
| SP7JKW   | 2002              |           |
| SP2GOW   | 2003              |           |
| SP5QF    | 3-4 kwietnia 2004 |           |
| SP2GOW   | 2004              |           |
| SP3GVX   | 2005              |           |
| SP3GVX   | 2008              |           |
| HF0APAS  |                   |           |
| SP9YI    | 2008/2009         |           |
| HF0ARC   |                   |           |
| SQ1SGB   | 2017              |           |